# Ферай, Айфер
Айфер Ферай (тур. Ayfer Feray, 27 мая 1928 — 13 июля 1994) — турецкая актриса

.

## Биография
Родилась 27 мая 1928 года в Измире.
Впервые снялась в кино в 1951 году, когда сыграла в фильме «Кто этот человек?» (тур. O Adam Kim?). Снималась до 1984 года, сыграла в более 80 фильмах.
Помимо съёмок в кино, также играла в театре. Регулярно выступала в составе театральной труппы, основанной Халдуном Дорменом.
Принимала участие в создании нескольких театров и театральных трупп, в том числе «Театра-круга» (тур. Çevre Tiyatrosu), в нём играли Кемаль Сунал, Ферхан Шенсой, Хади Чаман и Шевкет Алтуг.
Умерла 13 июля 1994 года в Бодруме.

### Личная жизнь
Была замужем за журналистом Самимом Тара, у них был сын Али и дочь Сюэда.